# 柘製作所
株式会社柘製作所（つげせいさくしょ）とは、パイプを中心に喫煙具類、タバコ（葉巻、パイプたばこ、シャグたばこ、嗅ぎたばこ）、筆記具類、ステッキ、象牙製品、装飾品などの輸入・販売・製造を行う、日本のメーカー。本社は東京都台東区寿。株式非上場。

## 概要
1936年7月、柘恭一郎が12歳の頃から13年間シガレットホルダー職人の下で丁稚奉公をしたのち、象牙のシガレットホルダーを製造する工場として独立して発足。第二次世界大戦に恭一郎が出征すると、工場では軍需工場として木製の銃床を作成していた。1945年恭一郎が復員するも象牙の入手が困難になり、桜材でシガレットホルダーを作成しようとした所、パイプのニーズが高まり、次第に比重をパイプ生産にシフトして行った。これに伴い従業員は徐々に増え、最盛期で120人を数えるようになる。また、NHKの人気ラジオ番組「話の泉」を工場から放送したという。1950年代に入ると、ブライヤの輸入が可能になり、恭一郎のアイデアでボウルに日本的な彫刻を施して進駐軍の土産として、帝国ホテル、横浜将校クラブ、PXなどで販売した。1960年代には、ベトナム戦争で米兵が増えた事もあり、戦場に同社のパイプが多く持って行かれた。1970年代には、ヨーロッパにまで輸出を拡大することになった。こうして同社は国産パイプメーカー及び海外パイプの輸入販売卸として、同業他社も春山商事、深代喫煙具製作所等がある程度の寡占状態にあったが改善しつつある。。
2013年2月にオーストリアのオイルライターの老舗「イムコ」ブランドを正式に引き継ぎ、「イムコ」の象徴ともいえる「スーパー」を完全復刻した。

## 人物

### 柘恭一郎
1911年2月25日石川県金沢市にて加賀藩の家老を勤めた柘家に生まれる。2010年11月2日死去。享年99。母・慶は加賀の刀匠「兼若」の子孫とのこと。同社の代表取締役社長を長年に渡り勤めた。

### 柘恭三郎
1946年7月1日東京都浅草生まれ。父・恭一郎、母・玉江の三男（五人兄弟）。ドイツにある、タバコ・コレギウム（タバコ学会）から「パイプの騎士（PIPE KNIGHT）」の称号を得る。パイプコンフェリ会員 （フランス・サンクロード市パイプ工業会)。日本パイプクラブ連盟理事。シガーマスター講座講師（日本ワインコーディネーター協会)。アメリカ・ライタークラブ会員であり、恭一郎が社長の頃は、専務取締役として業務に当たっていた。ブログでの一人称は「あっし」。ブログによると通称は粋亭一福（すいてい・いっぷく）とある。本人もさほど使っておらず、知人からもほとんど通称では呼ばれていないが、門弟に粋亭三福（すいてい・さんぷく）がいる。喫煙具鑑定などで、テレビ東京系「開運!なんでも鑑定団」の出演経験もある。

## 生産品目
- IKEBANA（同社の主要品目。フリーハンドパイプ）
- ツゲオリジナル
- イムコ・スーパー
- イムコ・ジュニア

## 書籍
- ホームズとパイプ 大人の嗜好：柘恭三郎監修 ISBN 978-4-902906-14-1